# Chenggu
Chenggu (en chino, 城固; pinyin, Chéng·Gù) es un condado  bajo la administración directa de la Prefectura Hanzhong en la Provincia de Shaanxi, República Popular China.  Su área es de km² y su población total para 2010 superó los mil habitantes.

## Administración
Desde julio de 2020, el  Condado Chenggu se divide en 17 pueblos que se administran en 2 subdistritos y 15 poblados.

## Toponimia
El topónimo Chenggu [/Cheng-Ku/] significa 'ciudad solida'. En el 312 aC, el Estado Chu atacó al Estado Qin, y Qin derrotó al ejército Chu en Danyang (capital Chu). Fue construido como una ciudad con la esperanza de fortalecerlo, de ahí el nombre "Chenggu" (成固) 'fortalecer'. 
Durante las dinastías Liu y Song el sinograma Cheng (成) fue cambiado por el homófono Cheng (城) que significa 'ciudad'.